# 495
Évszázadok: 4. század – 5. század – 6. század
Évtizedek: 440-es évek – 450-es évek – 460-as évek – 470-es évek – 480-as évek – 490-es évek – 500-as évek – 510-es évek – 520-as évek – 530-as évek – 540-es évek
Évek: 490 – 491 – 492 – 493 –  494 – 495 – 496 – 497 – 498 – 499 – 500

## Események

### Európa
- A szász Cerdic és fia, Cynric öt hajóval partra száll Dél-Britanniában és elkezdi megszervezni Wessex királyságát.

### Kína
- Hsziaoven, az Északi Vej dinasztia császára megalapítja a Saolin kolostort.

## Születések
- Amalasuintha, osztrogót királynő
- Chlodomer, frank király
- Antónina, Belizár felesége

## Fordítás
- Ez a szócikk részben vagy egészben  a(z)   495 című angol Wikipédia-szócikk ezen változatának fordításán alapul.  Az eredeti cikk szerkesztőit annak laptörténete sorolja fel. Ez a jelzés csupán a megfogalmazás eredetét és a szerzői jogokat jelzi, nem szolgál a cikkben szereplő információk forrásmegjelöléseként.